# Thunderdome - Chapter XXII
Albums de V.A
Thunderdome - Chapter XXI
(1998) Thunderdome - Hardcore Rules The World
(1998)
Thunderdome - Chapter XXII est la vingt-deuxième compilation de la série des albums Thunderdome, originaire du festival du même nom, commercialisée en 1998. Elle succède Thunderdome XX (1998) et précède Thunderdome - Hardcore Rules The World (1999) et distribué par Arcade et ID&T. La compilation débute avec No Newstyle? (DJ Buzz Fuzz Mix) par The Masochist, et se termine avec Trash Fucker de DJ Jappo & Lancinhouse. Thunderdome - Chapter XXII a initialement été commercialisé aux Pays-Bas et en France.

## Pistes
| 1.  | No Newstyle? (DJ Buzz Fuzz Mix)                             | The Masochist                          |  |
| 2.  | The Legacy Continues                                        | G-Town Madness meets DJ Attic & Stylzz |  |
| 3.  | Fuck Everybody, Hardcore Lives                              | DJ E-Rick & Tactic                     |  |
| 4.  | Dizzy                                                       | Cixx vs. The Vinyl Junk                |  |
| 5.  | Fresh Flesh (Party Mix)                                     | Max-E-Crew                             |  |
| 6.  | To Da Break Of Dawn                                         | DJ Gizmo & DJ Vince                    |  |
| 7.  | Just A Feeling                                              | DJ Promo                               |  |
| 8.  | Paint It Black (DJ Mix)                                     | 3 Steps Ahead                          |  |
| 9.  | Don't U Cry                                                 | DJ Buzz Fuzz                           |  |
| 10. | Who Likes To Party                                          | DJ Isaac                               |  |
| 11. | Party 'N Crowd                                              | Ruff 'N Tuff                           |  |
| 12. | Bounce It Like This (Darrien Kelly's Back 2 The Future Mix) | Darien Kelly & Omar Santana            |  |
| 13. | Swarm (Tripax Mix)                                          | Tripax                                 |  |
| 14. | Too Many Bass                                               | Placid K (nl)                          |  |
| 15. | Suckers                                                     | DJ Dione                               |  |
| 16. | Don't Quit                                                  | The Prophet                            |  |
| 17. | Can U Do It ?                                               | Billy The Kid                          |  |
| 18. | Sacrifice                                                   | DJ Jappo & Lancinhouse                 |  |
| 19. | Speakermurder (DJ Promo Remix)                              | DJ Delirium & Guitar Rob               |  |
| 20. | Speakerworship                                              | Delta 9                                |  |

| 1.  | Bring The Pain                             | G-Town Madness meets Attic & Stylzz |  |
| 2.  | Flesh Is The Fever (Flamman & Abraxas Mix) | The Horrorist                       |  |
| 3.  | Yo!                                        | Da Tekno Warriors                   |  |
| 4.  | 21st Century (Neophyte Remix)              | DJ Rob & MC Joe                     |  |
| 5.  | The Power Of Bass                          | Bass-D & King Matthew               |  |
| 6.  | Injected                                   | Thundergods                         |  |
| 7.  | The Newskool Generation                    | DJ Sim                              |  |
| 8.  | Return To Zero (12" Version)               | Marshall Masters                    |  |
| 9.  | Peace To Da DJ's                           | DJ Buzz Fuzz                        |  |
| 10. | Pump Up The Party                          | DJ Dione                            |  |
| 11. | Cheating Bitch (Dedicated)                 | DJ Promo                            |  |
| 12. | Terror Daddy                               | Ruff 'N Tuff                        |  |
| 13. | The Sound From The Deep                    | DJ Niel                             |  |
| 14. | Don't Tell Me What To Do                   | The Illegal Alien                   |  |
| 15. | The Silent Scream                          | The Rapist                          |  |
| 16. | Millennium                                 | T-Wisted                            |  |
| 17. | Still The Hardest                          | Temper Tantrum                      |  |
| 18. | E.C.S.T.A.S.Y.                             | Rob Gee & The Natas                 |  |
| 19. | Terrorheads                                | Creatures Of The Occult             |  |
| 20. | Trash Fucker                               | DJ Jappo & Lancinhouse              |  |